# 니비성광미려 : 별처럼 아름다운 너
《니비성광미려 : 별처럼 아름다운 너》(你比星光美丽)는 2024년 방송되었던 중국의 드라마이다.

## 줄거리
- 로봇 엔지니어로 일하던 지싱은 직장의 불합리한 처우에 환멸을 느끼고 자신의 꿈을 이루기 위해 창업을 택한다. 한편 대학 시절 AI 대회를 함께 준비하며 지싱과 인연을 맺은 한팅이 둥양 메디컬의 대표이자 투자자 신분으로 지싱 앞에 나타난다. 지싱은 한팅의 투자를 발판 삼아 싱천 테크를 키워 나가고, 한팅과의 관계도 사업 파트너 그 이상으로 발전하지만 주변 상황은 녹록지 않은데...

## 등장 인물
- 담송운 - 지싱 역
- 쉬카이 - 한팅 역
- 허루이셴 - 쑤리 역
- 고한 (高寒) - 샤오이천 역
- 왕이란 (王伊澜) - 투샤오멍 역
- 오시락 (吴施乐) - 웨이치우즈 역
- 당진초 (唐振超) - 쑤쥐저우 역
- 라탁해 (罗泽楷) - 샤오이샤오 역
- 최은자 (崔恩慈) - 황웨이웨이 역
- 고만이 (高曼尔) - 종이니 역

## 참고 사항
- 극중 지싱과 쑤리 역을 맡은 담송운과 허루이셴은 《이가인지명》이 종영한지 4년만에 재회하였다
- 드라마 《초요》를 집필했던 양천자 작가의 신작으로 극중 여진란 역을 맡았던 쉬카이와 인연이 있다
- 해당 드라마 앤딩곡은 극중 지싱 역을 맡은 담송운이 참여하였다